# Krškany
Krškany (hongrois : Kereskény) est un village de Slovaquie situé dans la région de Nitra.

## Histoire
Première mention écrite du village en 1242.

## Démographie

### Évolution de la population
| Année:               | 1994. | 2004.   | 2014.   | 2024.    |
| -------------------- | ----- | ------- | ------- | -------- |
| Nombre de personnes: | 769   | 730     | 749     | 830      |
| Différence:          |       | -5,07 % | +2,60 % | +10,81 % |

| Année:               | 2023. | 2024.   |
| -------------------- | ----- | ------- |
| Nombre de personnes: | 815   | 830     |
| Différence:          |       | +1,84 % |